# علی‌اکبر کریمی
علی اکبر کریمی (زاده ۲۸ شهریور ۱۳۴۷ اراک) اقتصاددان، چهره سیاسی اصولگرا و نماینده منتخب مردم اراک در مرحله اول  انتخابات دهمین دوره مجلس شورای اسلامی است. وی با کسب ۱۰۳٬۲۳۴ رای از مجموع ۲۶۵٬۲۸۸ رای معادل ۳۸٫۹۱٪ آرا توانست به عنوان نفر اول از حوزه انتخابیه اراک، کمیجان و خنداب به مجلس راه پیدا کند.
عضویت در کمیسیون اقتصادی مجلس و ریاست فراکسیون توسعه صادرات ایران و نائب رئیس فراکسیون ایرانیان مقیم خارج از کشور در مجلس دهم از مسئولیت‌های کریمی است.
کریمی در نطقی تامل‌برانگیز در صحن مجلس از فساد در صندوق ذخیره فرهنگیان و طرح تحقیق و تفحص از این صندوق را خبر داد و اعلام کرد منشأ مشکلات در شرکت ماشین سازی اراک نیز انتصاب یکی از نزدیکان فانی وزیر آموزش و پرورش است.
علی اکبر کریمی نماینده اراک در تیرماه ۹۵ نیز از رانت و فساد در بنادر کشور نیز گفته بود.
وی به دلیل ترک فعل و رانت گسترده از شهرداری اراک برکنار شد.

## سوابق
شهردار اراک از تیر ماه ۱۳۸۶ تا مهرماه ۱۳۸۸

## تحصیلات
- دکترا (Phd) در رشته مدیریت استراتژیک از  دانشگاه دفاع ملی ۱۳۸۲
- مدرک فوق لیسانس در رشته علوم اقتصادی از دانشگاه آزاد اسلامی اراک ۱۳۷۴
- مدرک لیسانس در رشته اقتصاد (گرایش بازرگانی) از دانشگاه تهران در سال ۱۳۶۹
- نشان زرین مدیریتی به عنوان  مدیرعامل شرکت سرمایه‌گذاری مسکن شمالغرب 1394[۱۱]